# CSS Atlanta
Броненосец «Атланта» (англ. Atlanta) — таранный броненосец, служивший во Флоте Конфедеративных Штатов Америки, и позднее в американском флоте в период Гражданская война в США. Перестроен из быстроходного парохода. Из-за недостатков конструкции и некомпетентности команды, был захвачен северянами в первом же сражении, и в дальнейшем служил во флоте США. Списан в 1865 году; в 1869 был выкуплен правительством Гаити, но пропал во время перехода в открытом море.

## История
Изначально, будущая «Атланта» называлась «Фенгал» (англ. Fingal; она была винтовым торговым пароходом, построенным в Великобритании. Спущенная на воду в 1861 году, она имела тоннаж около 700 тонн, и развивала скорость до 13 узлов благодаря двум паровым машинам, работающим на один винт. До осени 1861, корабль осуществлял почтовые перевозки между портами Шотландии.
В сентябре 1861 года, пароход был куплен Джеймсом Буллоксом, резидентом КША в Великобритании, для доставки остро необходимых Конфедерации военных грузов. Для преодоления блокады северян, установленной против портов южан, требовались быстроходные суда; «Фенгал» как раз подходил под эти требования. Чтобы скрыть факт перехода корабля под контроль КША, Буллокс нанял британский экипаж и указал официальной целью плавания порт Нассау на Багамских Островах. Только после выхода в море (не прошедшего без инцидентов) команде было объявлено, что на самом деле корабль следует в Саванну в штате Джорджия, на территории Конфедерации.
Успешно преодолев блокаду, «Фенгал» прибыл в Саванну 12 ноября и выгрузил значительное количество военного снаряжения. Буллокс намеревался сразу же отправиться в обратный путь, прорвав блокаду с грузом хлопка для продажи в Европе; однако, потребовалось более месяца чтобы доставить груз хлопка в Саванну и добыть уголь для плавания. За это время северяне значительно усилили контроль над рекой Саванна, в результате прорыв блокады оказался уже невозможен. В этой ситуации Буллокс январе 1862 передал корабль конфедеративным властям; те, в свою очередь, решили переоборудовать его в броненосец для обороны подступов к порту и борьбы с федеральным флотом.

## Конструкция
Переименованный в CSS «Атланта», пароход был перестроен на заводе братьев Тифт в Саванне; значительную часть суммы на его переделку пожертвовали патриотично настроенные жительницы города.
Надводный борт парохода был срезан до главной палубы, с целью уменьшить верхний вес и заодно сократить поражаемую площадь. На главной палубе был надстроен трапециевидный каземат с сильно наклоненными (для повышения снарядостойкости) стенками; в каземате размещалась артиллерия. Рубка рулевого размещалась на крыше каземата, впереди единственной трубы.
Переделки, установка оружия и бронирования привели к повышению водоизмещения «Атланты» до 1006 тонн и резкому росту её осадки. Это, в свою очередь, привело к почти двукратному уменьшению скорости. Согласно расчетам, скорость корабля более не превышала 10 узлов, на практике была даже меньше.

### Вооружение
Вооружение корабля размещалось в каземате на главной палубе. Каземат имел восемь орудийных портов: один в носовой стенке, один в кормовой и по три на каждый борт. Орудийные порты защищались свисающими броневыми ставнями; перед выстрелом, ставню приподнимали, проворачивая на штыре, а после выстрела отпускали, и она опускалась под собственной тяжестью. Большим недостатком были малые размеры орудийных портов, из-за чего — а также из-за большого угла наклона стен каземата — угол горизонтального обстрела был не более 5-7 градусов.
Основное вооружение состояло из нарезных дульнозарядных орудий Брукса. По одному 178-миллиметровому орудию размещалось, соответственно, в передней и задней части каземата. Эти пушки имели вес 6,8 тонн и стреляли 36-кг литыми цилиндрическими снарядами или 50-кг чугунными бомбами. Каждое такое орудие было установлено на вращающемся основании и могло стрелять через (в зависимости от расположения) носовой или кормовой орудийный порт вперёд или назад, и через два ближайших бортовых порта — на любой борт.
По бортам корабля, напротив средних бортовых портов, были установлены два меньших, 163-мм нарезных орудия.
Большое внимание было уделено подводному вооружению корабля. «Атланта» имела 6-метровый таранный бивень из кованого железа, встроенный в её форштевень и надежно удерживаемый на месте стальными растяжками. В дополнение к тарану, на носу броненосца была установлена шестовая мина, снаряжённая 23 килограммами пороха; в походном положении, мина поднималась над водой, и опускалась перед атакой.

### Бронирование

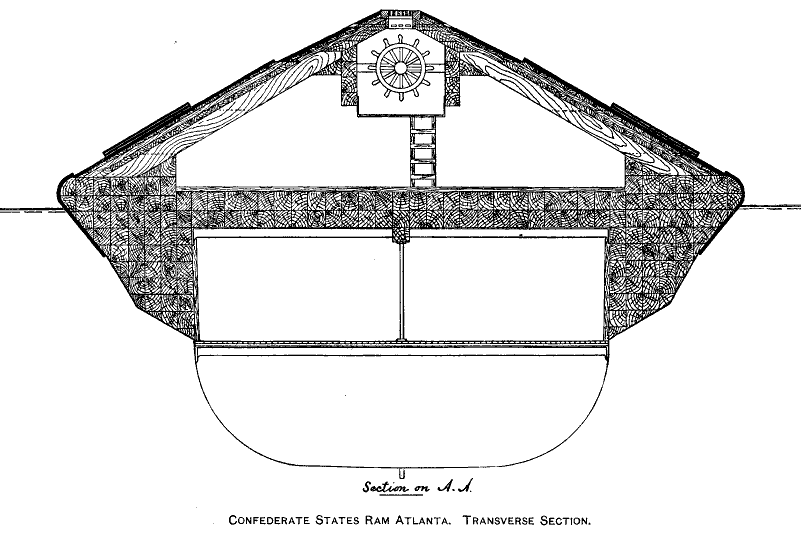
Поперечный разрез корабля

Бронированный каземат был защищён двумя слоями катаных железных плит, каждая по 51 миллиметр толщиной. Плиты эти были получены прокаткой старых железнодорожных рельсов, и не отличались высоким качеством. Общая толщина броневой защиты составляла, таким образом, 102 миллиметра; чтобы ещё больше увеличить устойчивость защиты, стенки каземата были наклонены внутрь под углом в 60 градусов от вертикали. Теоретически такой уклон обеспечивал эквивалент 200 миллиметров вертикальной защиты. Но на практике, из-за очень плохого качества брони и несовершенного крепления, прочность броневой защиты «Атланты» была значительно ниже.
Броневые плиты были установлены на подкладке из 76 миллиметрового слоя тика, и двух слоев по 194 миллиметра сосны. Плиты крепились к подкладке при помощи болтов.
Вне каземата надводный борт корабля был защищён одним слоем 51 миллиметровых плит. Палуба не бронировалась. Установленная на крыше каземата рубка была защищена аналогично самому каземату и имела такой же уклон броневых плит.

### Силовая установка
Силовая установка корабля оставалась прежней. Две паровые машины прямого действия вращали один вал. Точных данных по характеристикам силовой установки нет, но известно, что ввиду перегрузки броненосца скорость «Атланты» обычно не превосходила 7-10 узлов.

## Служба

### Во флоте КША
CSS «Атланта» вышла на ходовые испытания 31 июля 1862 года. Корабль был весьма далёк от совершенства; перегруженный корпус, не рассчитанный на такую дополнительную нагрузку, сильно протекал. О какой-либо искусственной вентиляции каземата не подумали, и при работе машин в нём царила страшная духота. В довершение всего, кораблём оказалось трудно управлять; «Атланта» плохо слушалась руля и не держала курс. Один из офицеров отозвался о ней так:
Что за неудобный, неуклюжий, Богом забытый корабль!
Значительные усилия были приложены к исправлению недостатков, и в итоге удалось справиться по крайней мере с значительной частью протечек. В ноябре 1862 года «Атланта», наконец, вступила в состав флота Конфедерации. Конфедераты уделяли ей значительное внимание; блокада северян становилась все плотнее, и доставка военных грузов из Европы в порты Джорджии стала почти невозможна.
Командующий силами военно-морской обороны Джорджии, Джозайя Татналл, находившийся под сильным давлением общественного мнения, планировал атаковать блокирующие Саванну федеральные корабли при помощи «Атланты» в начале января 1863. Учитывая опыт боев на Хэмптонском Рейде, он рассчитывал атаковать блокирующий эскадрон до того, как тот будет пополнен броненосными кораблями. Однако армейские инженеры, на которых была возложена задача расчистки русла реки от установленных обеими сторонами заграждений, не справились с задачей. Им потребовался почти месяц, чтобы расчистить проход, а за это время федеральные силы у Саванны пополнили два новых монитора.
«Атланта» совершила попытку выйти в море 3 февраля, во время прилива. Однако из-за сильного ветра уровень воды не поднялся достаточно высоко, и броненосец не смог пройти над отмелями. Только 19 марта корабль, наконец, сумел выбраться из реки. Татнал планировал направить броненосец к захваченному северянами проливу Порт-Рояль, игравшему ключевую роль в снабжении армий федералистов. Он хотел осуществить атаку в то время, когда мониторы северян будут заняты действиями под Чарльстоном. Однако дезертиры из конфедеративной армии раскрыли его план: защита Порт-Рояль была немедленно усилена тремя мониторами, и Татнал был вынужден отказаться от плана. Раздражённый нерешительностью Татнала, военно-морской министр КША Стивен Мэллори заменил его на посту командующего эскадрой коммодором Ричардом Пэйджем; Пэйдж, в свою очередь, был вскоре заменен коммодором Уильямом Уэббом.
30 мая Уэбб продемонстрировал свою готовность к решительным действиям, попытавшись атаковать флот северян; попытка сорвалась, так как при преодолении отмелей в реке передний двигатель «Атланты» внезапно сломался и броненосец сел на мель. Потребовались почти сутки, чтобы снять корабль с мели. Мэллори, обеспокоенный высокой вероятностью встречи с мониторами северян, предлагал Уэббу дождаться вступления в строй строящегося броненосца CSS «Саванна», но Уэбб отказался. Тем временем, северяне усилили свою блокирующую эскадру новыми мониторами USS «Уихокен» и USS «Нэхент» под командованием коммодора Джона Роджерса.

#### Морское сражение у Ошшо-Саунд
Вечером 15 июня «Атланта» двинулась вниз по реке Уилмингтон. Преодолев препятствия, она затаилась на замаскированной позиции до утра, готовясь к атаке на стоявшие в блокаде федеральные мониторы. Уэббс был убежден, что сумеет одержать победу; он собирался в самом начале пойти прямо на один из мониторов и на полном ходу взорвать его шестовой миной, после чего расправиться с оставшимся своими пушками. Он был так уверен в успехе предстоящей атаки, что даже затребовал два буксира для транспортировки «будущих трофеев» в Саванну.
В четыре утра 17 июня «Атланта» вышла в море и двинулась в атаку. Почти немедленно её заметили на федеральных кораблях, и оба монитора двинулись ей навстречу. Когда дистанция между противниками сократилась до 2,4 км, «Атланта» выстрелила из своего носового нарезного 178-мм орудия в «Уихокен», но промахнулась.
Почти немедленно после этого плохо управляемая «Атланта» села на мель. Приблизившись на 270 м, «Уихокен» развернул свою башню и выстрелил в броненосец южан из своих тяжелых гладкоствольных орудий Дальгрена; снаряд 279-мм орудия пролетел мимо, но выстрел 380-мм пушки угодил точно в каземат конфедеративного корабля возле переднего орудийного порта. Слабая броня «Атланты» раскололась от удара 200-килограммового ядра, а деревянная подкладка броневого покрытия была проломлена. Хотя ядро не прошло насквозь через броню и деревянную подкладку, отлетевшие щепки убили или ранили весь расчёт носового орудия.
Перезарядив орудия, «Уикохен» выстрелил снова. Следующий 279-мм снаряд ударил в борт броненосца южан над самой водой, сместив броневые плиты и создав течь. Выстрел 380-мм пушки пришелся по касательной около порта правого 163-мм орудия «Атланты», как раз открытого для выстрела; отлетающие осколки и обломки вывели из строя половину его расчёта. Точку в сражении поставил последний 380-мм снаряд «Уихокена», пробивший броню рубки и ранивший обоих рулевых. Неспособная сняться с мели, тяжело повреждённая «Атланта», потерявшая одного моряка убитым и шестнадцать тяжело раненными, спустила флаг и сдалась. За весь бой «Атланта» выстрелила семь раз, не попав ни разу; «Уихокен» выстрелил пять раз, попав четыре раза, а «Нэхент» вообще не успел вступить в сражение.

### Во флоте США

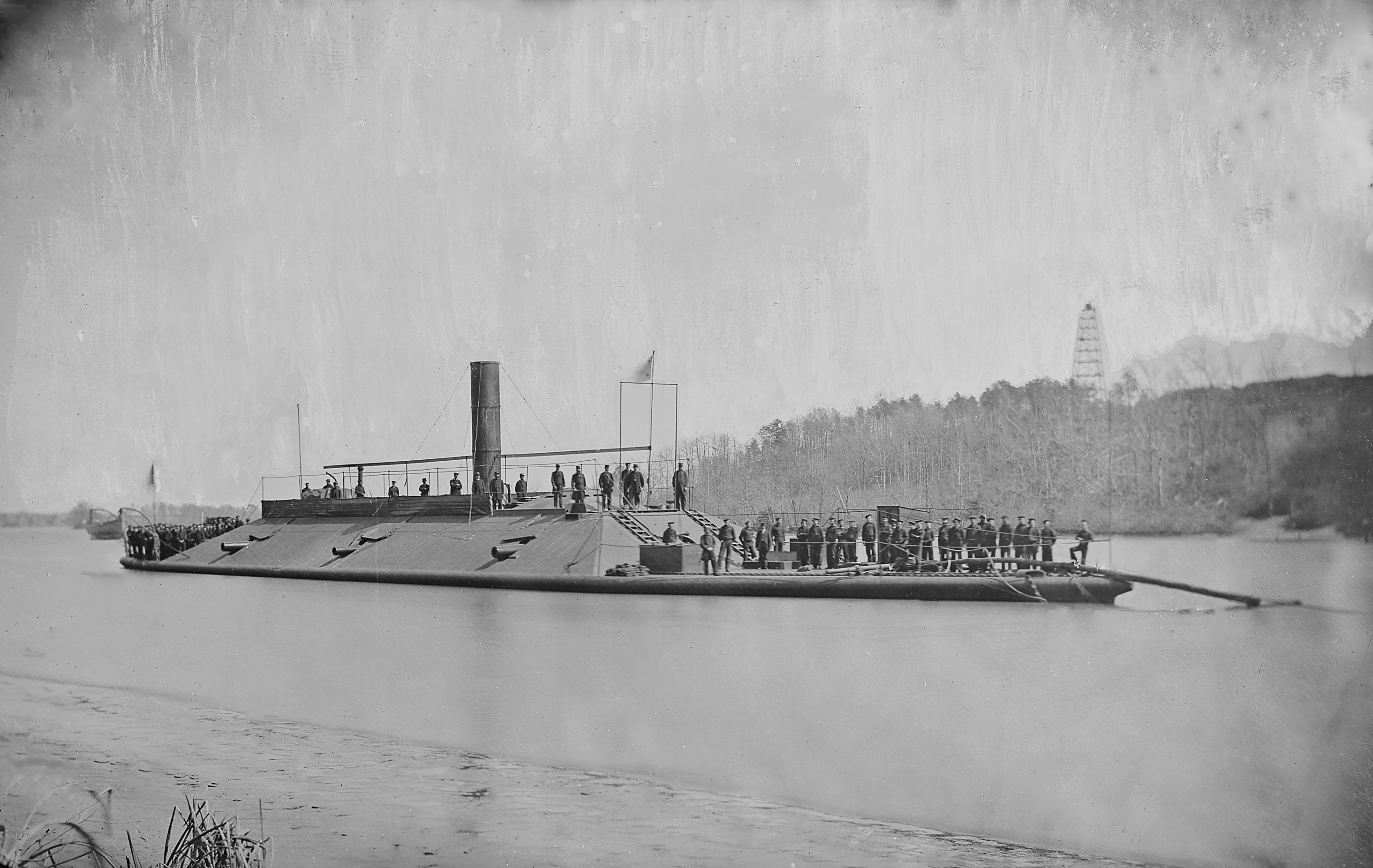
USS «Атланта» в составе флота северян на реке Джеймс

Захватив «Атланту» после всего пятнадцати минут боя, северяне легко стянули броненосец с мели и она своим ходом добралась до Порт-Рояль. Осмотрев броненосец, инженеры северян сочли, что его машины находятся в очень хорошем состоянии, и корабль может быть использован федеральным флотом. Военно-морской флот США присудил за захват «Атланты» награду в 35 000 долларов; эта награда была разделена между экипажами мониторов «Уихокен», «Нехэнт» и канонерской лодки «Чимаррон», единственных кораблей которые присутствовали рядом в момент сдачи броненосца.
После ремонта «Атланта» 2 февраля 1864 года вступила в состав федерального флота под тем же именем, но теперь с префиксом USS. Так как северяне обоснованно не доверяли недостаточно надежным орудиям Брукса, они перевооружили её на нарезные орудия Паррота. «Атланта» получила два 203-миллиметровых нарезных орудия в носовой и кормовой установках, и по одному 138-миллиметровому орудию на каждом борту.
В составе флота северян «Атланта» предназначалась для усиления Североатлантического Блокадного Эскадрона. Большую часть оставшейся карьеры она провела в устье реки Джеймс, охраняя Хэмптон-Роудс от возможной попытки рейда со стороны конфедеративной эскадры в верховьях реки. 21 мая 1864 года «Атланта», вместе с канонерской лодкой «Рассвет», обстреляла и рассеяла отряд конфедеративной кавалерии, пытавшийся напасть на форт Поуатан. После того, как защищавшие подступы к Ричмонду конфедеративные броненосцы были нейтрализованы в битве за проход Трента в феврале 1865, «Атланта» была перебазирована выше по реке.

### После войны
После окончания военных действий, «Атланта» была выведена в резерв. Федеральный флот не считал нужным сохранять на вооружении трофейные конфедеративные броненосцы (в большинстве своем, довольно некачественно построенные и немореходные) и 4 мая 1869 продал «Атланту» частному лицу за 25000 долларов.
В дальнейшем, при помощи юриста Сидни Оаксмита, «Атланта» была перепродана за сумму в 260000 долларов правительству Гаити. Переименованный в «Триумф», броненосец должен был стать решающим аргументом в конфронтации Гаити с Доминиканской Республикой. Поставка корабля дважды задерживалась; вначале из-за претензий таможенной службы США, считавших нарушением нейтралитета продажу военного корабля в охваченную очередной гражданской войной страну, а затем — из-за механических поломок при переходе.
Загруженный оружием и боеприпасами, «Триумф» вышел в море из Честера, штат Пенсильвания, 18 декабря 1869. В порт назначения корабль не прибыл, исчезнув в море со всем экипажем. Никогда не предназначавшаяся для службы в открытом море, «Атланта»/«Триумф» не была в полной мере мореходным кораблем и могла легко затонуть даже при относительно слабом волнении.

## Оценка проекта
Как и практически все импровизированные военные корабли, перестроенные из гражданских недостаточно компетентными конструкторами, да ещё и испытывающими дефицит ресурсов, «Атланта» не была особенно хороша ни в проекте ни на практике. Созданная в первую очередь как таранный корабль, поражающий противника ударами тарана и шестовых мин, «Атланта» не имела ни достаточной для этого скорости ни маневренности; тяжелая в управлении (как и почти все крупные броненосцы южан) она не могла надеяться удачно нанести удар маневрирующему противнику. Артиллерия «Атланты» была слабой, и в довершение всего — сектора обстрела её орудий были столь малы, что попасть было сложно даже при стрельбе в упор.
Другим недостатком «Атланты» была её недостаточная броневая защита. Хотя и расположенная под рациональным ( большим ) углом, броня из прокатанных железнодорожных рельсов была очень хрупкой и оказалась совершенно не способна держать попадания тяжелых ядер крупнокалиберных орудий северян. Наконец, осадка «Атланты» была слишком велика для оперирования на мелководье у американского побережья.
Следует отметить, что южане сделали должные выводы из поражения «Атланты». Признав, что их корабли не имеют шансов в морском бою против лучших кораблей и гораздо лучше подготовленных экипажей северян, они сосредоточились на обороне своих портов и стратегически важных заливов. Вместо крупных и дорогих броненосцев с большой осадкой, южане в основном перешли к постройке небольших, но маневренных и эффективных броненосных таранов.